# Crawfurdia nyingchiensis
Crawfurdia nyingchiensis là một loài thực vật có hoa trong họ Long đởm. Loài này được K.Yao & W.L.Cheng mô tả khoa học đầu tiên năm 1998.